# Altretamina

La altretamina, que es comercializada bajo la marca Hexalen, es un medicamento utilizado para tratar el cáncer de ovario  .  Específicamente este medicamento se utiliza para enfermedades avanzadas cuando otros tratamientos no son efectivos.  Se toma por vía oral. 
Los efectos secundarios de este medicamento incluyen náuseas, vómitos, diarrea, caída del cabello, supresión de la médula ósea, problemas de los nervios periféricos y sarpullido;  otros efectos secundarios pueden incluir trastornos del estado de ánimo y más cáncer.  El uso durante el embarazo de este medicamento  pudiera dañar al bebé.  Es un agente alquilante . 
Este medicamento fue aprobado para uso médico en los Estados Unidos en el 1990.  A partir del 2022 no está disponible comercialmente en los Estados Unidos. 

## Indicación
Tratamiento paliativo con un solo agente para pacientes con cáncer de ovario persistente o recurrente después de un tratamiento de primera línea con una combinación basada en cisplatino y/o un agente alquilante.